# Gornja Lapaštica
Pour l’article homonyme, voir Gornja Lapaštica (Podujevo).
Gornja Lapaštica (en serbe cyrillique : Горња Лапаштица ; en albanais : Llapashtica e Epërme) est un village de Serbie situé dans la municipalité de Medveđa, district de Jablanica. Au recensement de 2011, il comptait 82 habitants.

## Histoire
Il n'y a pas une histoire du village propre mais plutôt à sa région.
Pendant la guerre entre la Russie et la Turquie de 1877 à 1878, le gouvernement ottoman a tenté de localiser des albanais qui s'étaient échappés des nouvelles zones annexées par l'empire proche de la Serbie. En essayant de localiser ces albanais, il essaya de renforcer ses frontières avec la Serbie.
Les serbes étant restés dans la région de Goljak furent victimes des mauvais traitements infligés par la population musulmane, des albanais. Mais après avoir signé le traité de Berlin, de nombreux albanais sont revenus dans la région du village à la suite de l'invitation de leurs chefs tribaux et du gouvernement serbe.
C'est un albanais, Sahit-Paša Sailović, originaire du village de Lapaštica, qui s'est rendu au lieutenant serbe Dragutin Arandjelović pour lui dire qu'il ne se battrait plus dans l'armée ottomane. À la suite de cette entente, il rentra au village et demanda à la population albanaise à ne pas quitter les villages serbes de la région y compris son village mais aussi Tupale, Kapit, Svirce, Djulekare, Dedić et Grbavce).
Sahit Paša Sailović a joué un rôle politique important dans la région et est devenu un ami proche du prince Milan Obrenović.

## Démographie
| 1948 | 1953 | 1961 | 1971 | 1981 | 1991 | 2002 | 2011 |
| ---- | ---- | ---- | ---- | ---- | ---- | ---- | ---- |
| 631  | 653  | 682  | 624  | 491  | 315  | 194  | 82   |

|  |